# Tamtert
Tamtert là một đô thị thuộc tỉnh Béchar, Algérie. Dân số thời điểm năm 2002 là 1.302 người.